# Gordon Adam
Gordon Adam (n. 28 martie 1934) este un om politic britanic, membru al Parlamentului European în perioadele 1979-1984, 1984-1989, 1989-1994, 1994-1999 și 1999-2004 din partea Regatului Unit.
1. ↑  Who's who
2. ↑  Gordon Adam, Prabook
3. 1 2  Deputații în Parlamentul European